# 跑馬地紙盒藏屍案
跑馬地紙盒藏屍案是一宗於1974年12月17日早上揭发的謀殺案件，在香港曾轟動一時。死者卞玉瑛（1958年4月6日—1974年12月16日）的尸體在跑馬地一個日立S-67B電視機包裝紙盒內被發現，發現時渾身赤裸。跑馬地安美飲品公司兼職店員歐陽炳強(生於1946年) 於1975年11月被裁定謀殺罪罪名成立，依例判处死刑，由於香港在1966年12月起停止執行死刑，時任港督麥理浩按慣例赦免其死刑，改为終身監禁。1990年代初由于法例修改，终身监禁犯可有条件假释。歐陽炳強自被捕起一直否認有罪，但在1997年承認控罪並申請刑期覆核，终于在入狱28年後獲批准有條件釋放，於2002年假釋出獄。
此案是香港首宗沒有表面动机、没有人證，利用環境證供科學鉴證所取的證供而定罪的謀殺案。湯家驊在法律援助署引薦下為歐陽炳強出任代表律師，律师胡鴻烈亦在上訴時擔任辯方律師，胡鴻烈認為控方所得的環境證供及科学鉴证证据未能完全肯定歐陽炳強有罪，並提出十大疑點：如269條纖維中只有7條與被告吻合、沒有殺人動機等。惟處理事件的「光頭神探」總督察貝亞在法庭判案時便指出「光線只有一條不能照亮，但若有很多條聚集起來便能」，意思是指出縱使疑點中所指歐陽炳強並非唯一有可能的犯案人物，但在眾多強而有力的環境證供一環連接一環下，形成一組可靠的證供鏈，歐陽炳強便難逃法網。
2002年，根據前香港立法局議員杜葉錫恩及律政司提供的新案情，引述貝亞書中提及歐陽炳強趁死者在閣樓下樓梯時趁機非禮她，惟對方即時尖叫反抗，歐陽便錯手誤殺對方。一直致力替歐陽覆核刑期的杜太，認為此案的新案情便足以推翻歐陽的謀殺罪。而且，歐陽炳強寄給她的聖誕卡中，已為遲來的認罪而道歉。最終，新案情成為關鍵因素，使歐陽得以在2002年獲釋。此外，主理此案的光頭神探貝亞更因調查此案時表現出色並破案而受勳。歐陽炳強在2022年病逝，終年74歲。

## 案情
據警方的調查報告顯示，1974年12月16日，16歲少女卞玉瑛於下午4時在家中接聽兩次電話及交談數分鐘後，於下午5時半離開筲箕灣興民街40號5樓居所，前往銅鑼灣達成夜校，原定7時準備上課，中途去北角某报馆的新闻大厦為其兄長登廣告。6時半，卞玉瑛在用電話中，用緊張的語氣稱自己已在跑馬地電車總站，叫住在山光道的同學陳彬彬立即下來跑馬地電車總站會合，並取回早前借出的錄音帶。陳彬彬稱當時電話中夾著雜聲。但陳彬彬抵達後卻不見卞玉瑛的縱影。卞玉瑛亦沒有在7點回校上課。翌日，清潔工人林嫂在跑馬地總站旁、黃泥涌道二十一號浩利大廈賽馬會渥利獸醫診所門外街上，發現卞玉瑛的裸屍被藏於日立S-67B全晶体管電視機包裝紙盒內，死因是被箍頸至窒息而死，兩個乳頭被利器割去，陰毛被高温物体燒焦，處女膜仍完整。因此，誤殺便很難解釋為何要對屍體做出以上的行為。

## 調查過程及控方論點
警察兇殺組分析後認為，藏屍紙盒底部雖然經過拖拉但損毀輕微，初步鎖定兇殺案的第一現場在跑馬地附近，但他們盤查了將近800人仍無線索，包括调问附近750多个电器行店员。当时传言卞为夜校追求不果者或吃醋者所杀。但并無確切结果，警方茫无头绪。
警方測試當年市面上常見的50款私家車，發覺所有車款的坐位或車尾空間，都不能容納這款日立牌17寸電視機紙箱，所以排除藏屍紙盒是由普通私家車運到現場。如果兇手可以用貨車運送屍箱，為何不運至郊外棄屍？而選擇跑馬地黃泥涌道這種市區大街來棄置？所以推斷兇案很可能是發生於發現紙箱附近的某地點。
直到1974年12月底，編號為「1725」的探員，偶然到鄰近屍體發現地點的安美飲品公司閣樓工場借用電話，案情才有了突破。探員「1725」稱走上安美飲品公司的閣樓工場後發現，裏面放有不少工程器材和紙盒，儼然一個小工廠。「1725」隨即將情況上報。
其後兇殺組又從死者女同學口中得知，卞玉瑛經常到安美飲品公司吃雪糕，警方於是將目標鎖定為安美飲品公司。警方隨後翻查了飲品公司當晚的當班記錄，發現只有兼職員工歐陽炳強在店內工作，因此“光头神探”贝亚在1975年1月3日扣捕了欧阳炳强。疑犯歐陽炳強從頭到尾都強調「我沒殺人，我是冤枉」。由于查不出确切证据，几天后欧阳炳强被释放。
其后，警方按科学鉴证，發現屍体上的铜碎与安美飲品公司工场内发现的相同，卞玉瑛指甲中的衣物纖維與歐陽炳強的西裝类同，另外，西装上有两条不知来源的绿色纤维与死者身上发现的两条绿色纤维相类。在死者長髮上的兩小塊電線膠皮及手臂上的紙屑與飲品公司工場的物件的胶质、纸质相同。警方据此懷疑卞玉瑛是到安美飲品公司買雪糕及借電話時，被人侵犯後反抗而遭毒手，這亦成為了警方懷疑歐陽炳強的合情理犯案動機。
警方推測當時16歲少女卞玉瑛乘搭電車到達香港島跑馬地後前往安美飲品公司借用電話之後被殺害。死者的驗屍報告指出，死者在死前曾進食。1975年3月，警方拘捕案發時在安美飲品公司工作的歐陽炳強，控告他謀殺卞玉瑛。

### 控方論據
當時控方論據如下:
1. 最後聯絡死者的證人陳彬彬所作證供，稱1974年12月16日下午6點30分，陳彬彬在跑馬地山光道的住所收到卞玉瑛來電，電話中卞玉瑛表示已經身處跑馬地電車總站，著陳彬彬趕快到電車總站歸還早前借走的錄音帶。陳彬彬收線後，立即從山光道住所用5分鐘時間步行至跑馬地電車總站，卻不見卞玉瑛，並等待至7時才離去。控方估計卞玉瑛在陳彬彬前往電車總站這五分鐘內遭到毒手，而地點應是在電車總站鄰近的地方。由於藏屍的紙箱體積頗大，加上卞玉瑛屍體的重量，難以移動運送，但紙箱卻整體無甚損壞，也沒證據被運輸過，所以再印證卞玉瑛是就近電車總站某處被殺害繼而被棄屍。而安美飲品公司符合這項條件。在演譯推理邏輯中的大前題下,若其前題卻不能證真也不能證假 其結論則是無效,而陳彬彬的供詞則在沒有證人可供證實下卻不能其對事件之陳述判斷為全部屬實.
2. 死者指甲中的纖維與歐陽炳強查獲的西裝上衣上的纖維相同。
3. 死者身上、安美飲品公司工場及歐陽炳強家中查獲的一件衣服上均發現相同但不知來源的綠色纖維各兩條。
4. 死者頭髮上發現的銅碎與安美飲品公司工場內發現的相同，手臂上粘有的紙片與工場內所發現另一紙片同類。
5. 藏屍紙盒內找到白色油漆殘跡，與安美雪榚店工場的白色油漆殘跡相同，所以極大可能，屍體及紙盒曾經出現在安美飲品公司的工場。
6. 從安美飲品公司經理及上班打卡機證實：歐陽炳強是1974年12月16日當晚唯一當值人。他也是其中擁有安美飲品公司3條大門鐵閘鎖匙的員工之一。
7. 有兩個品格證人證明歐陽炳強有變態行為，曾經兩次以煙頭灼燒少女衫裙。法庭記錄顯示兩名證人都是在觀塘區工作的工廠工人。

### 警方對疑兇的性格分析
據主理此案的光頭神探貝亞所指，歐陽炳強是一名冷靜、沉靜的高智慧型疑犯，亦是一名硬漢。調查過程中，更一度因缺乏關鍵佐證而遭遇瓶頸，例如在羈留室對歐陽使用「可樂灌鼻」、「間尺打腳板」等私刑欲逼使其認罪但失敗，亦試過派警員假扮犯人套料亦無用。此外，他亦曾派女警與半夜「扮鬼聲」致電給他，但其在第二天卻如常上班，可見其心理質素非常高。由於歐陽堅持死口不認罪，令警方一度追查不下去而把他從羈留室放走。

## 冤案論
有民眾覺得主要證據是單憑衣物纖維、銅線、紙屑不足以肯定地判斷歐陽炳強有否殺人，應作更進一步調查。此案初審由當時初入行的大律師湯家驊辯護，但後來上訴改由著名大律師胡鴻烈負責，最終由當時非常著名的御用大律師貝納祺作終極上訴英倫，希望洗脫罪名。但此案一直成功入罪，官司高院打到上訴庭、合議庭再最終打到了當時的終審法院：倫敦樞密院，最後仍不成功，樞密院覆審後維持原判。因為案件已經上訴到終審倫敦樞密院，被告殺人之罪按英國及當時香港的法律已經不可能被推翻，要翻案抗訴除非有反證或新證據再按抗訴程式處理。

### 辯方以及冤案論者的理據
辯方及堅持歐陽無罪的支持者提出了很多零碎的疑點，整理如下（括號為通過警方及法庭紀錄對疑點之澄清）：
1. 此案為香港首宗通過「科學鑑證」定罪的案件，因此警方志在必得，存在為了破案而冤枉歐陽炳強的可能。（1972年的「陳漢堂案」才是首宗利用科學鑑證協助定罪的案件）
2. 警方僅集中调查欧阳炳强一人，对被告不公。（警方前後共調查超過800人、見《危險人物》一節）
3. 歐陽炳強夫妻恩愛、有一女，妻子怀孕；任職政府文員，職業穩定；与受害人不相識，找不到確切的殺人動機。
4. 受害人死亡時間一改再改，似為遷就案發可能。（見《危險人物》一節）
5. 歐陽炳強的體格與死者相近，因此難以獨自勒斃死者、棄屍及搬運紙盒。（見《危險人物》一節）
6. 紙盒上未找到歐陽炳強的指紋。
7. 當日卞玉瑛的夜校簽到簿碰巧不翼而飛。（然而警方在12月18日點名簿被偷前一天已完成對點名簿的調查，因此實際上點名簿的遺失對案件之調查並無影響）
8. 死者身上發現的269條纖維中只有7條纖維與歐陽炳強上班穿著的西裝吻合。（警方推斷其餘纖維大部份源於死者自己的衣物，然而死者的衣物不翼而飛，因此未能查證）
9. 西裝外套在當時是很常見的衣著，因此不能證明西裝的纖維就是源自歐陽炳強的。（見《危險人物》一節）
10. 品格证人口供與死者是同學，未免過於巧合。（見《危險人物》一節）
11. 警方安排品格證人通過照片認人時，歐陽的照片與其他人不同，可能藉此誘導證人選擇歐陽照片。（見《危險人物》一節）
12. 即使品格證人證實歐陽炳強「煙頭燒裙」之行為屬實，亦不能以此證明歐陽炳強就是兇手或作為證據將其入罪。（控方舉證並未以此作為關鍵證據）
13. 证人陈彬彬收到的电话背景噪杂，但安美飲品公司阁楼頗為清靜。（陳彬彬接受控方盤問時同意嘈雜聲可能源於當時的電話線不清晰，此現象在70年代非常普遍）
14. 當時香港有大量與安美工場類近的工場，難以通過現場環境一口咬定安美工場就是案發現場。（見《危險人物》一節）
15. 即使安美工場是案發現場，兇手亦有可能另有其人，包括安美公司的其他員工。（見《危險人物》一節）
16. 法醫報告顯示女死者臨死前曾極力掙扎，有機會在兇手留有抓痕，但歐陽炳強身上沒有傷痕。
17. 歐陽炳強聲稱不知道案發現場安美公司閣樓的工場密碼。
18. 卞玉瑛失蹤當天，離家前曾接聽過2個電話，警方未有查證是否與兇案有關。
19. 歐陽炳強獨自在飲品公司當值，難以抽空殺人棄屍。（其後警方查證，安美飲品公司的店面擺放數部自動汽水機，而雪糕的售賣一般晚上約8時完結，因此即使沒有店員仍能運作，故不能「抽空」之推斷不成立）
20. 歐陽炳強從案發後至假釋出獄及直到臨終前皆由此至終否認殺人，若他是真兇不會多年來一直堅持。（歐陽曾不止一次承認自己是兇手，杜葉錫恩協助其假釋時，歐陽在聖誕卡上透露自己為「不小心」殺害死者，杜氏便以此作為新案情為其爭取假釋）

### 《危險人物》從警方資料對疑點的反駁
根據《危險人物》主持張堅庭及翁靜晶根據警方內部的資料，就冤案論的觀點，解釋警方查出的環境證供和科學鑑證對歐陽炳強的指控為何強大得足以入罪。例如：
- 警方曾對汽車搬運屍體的可能性、使用當時市面最常見的50多款車、並由身形接近的女警做實驗，發現沒有一輛能成功搬運。冤案論者質疑警方的不夠完善，因有部份大車系未在列中。他們認為這個實驗已很有參考性，並指出若真的是運送屍體，為何不將其運到郊外而要如此張揚[9]。

- 有人質疑歐陽炳強身形矮小，未必有足夠力氣勒斃死者。但歐陽炳強在案件重組時，被與身形與死者相似的女警要求示範用手臂箍著她，歐陽炳強竟然迅速走上閣樓的幾級樓梯，從後勒住女警，使警方人員嘩然。通過高梯級的借力，足以令矮小的疑犯有足夠的氣力勒死人。[10]

- 多年來冤案論者一直認為警方對其他有關的人物調查不足夠，但事實上貝亞的團隊在調查安美飲品公司之前，曾查問逾800名可能與案有關係的人物、以及向約750名電視機零售業者追查曾購買該款電視機的人，調查量之廣及巨大可想而知。貝亞的調查非常細心及認真，並非如質疑者所指沒有足夠調查便一口咬定歐陽是兇手。[11]

- 質疑死者身上找到的纖維有可能在很多同款衣服卻不一定是同一件衣服。事實上，兩件同款衣服經過不同方式的處理（如使用柔順劑），擺放在不同的環境，纖維經顯微鏡在數千倍的放大後會發現有所不同。如果兩條纖維相同極可能來自同一件衣物。[12]1970年代红外光谱分析的误差值较大，通常在±1 cm⁻¹到±5 cm⁻¹之间。

- 質疑為何死亡時間會提早，是否為了迁就歐陽炳強犯案的可能？據知，由於死者是被勒死，死者體溫下降的速度會減低，因此擴大對死亡時間的推斷是有根據的。[13]

- 有人質疑兩名指證歐陽炳強有變態行徑的品格證人的可信性不足，有指她們均是女死者的同學。資料顯示，兩名少女並非死者同學，而且分別指控歐陽炳強在同一條渡海小輪的航線（筲箕灣至觀塘）使用煙頭燒裙，聲稱在報紙上看到疑犯的照片才報案。而歐陽炳強亦沒有否認自己時常搭乘該條航線，認為這些「事後報案的事實」亦增強了證供的真確度。[14]

- 質疑安美飲品公司亦可能有其他員工，且有其他人持有鎖匙。貝亞經過深入的調查，有足夠證據證明晚上6時至12時，亦即是女死者的死亡時間的範圍內，兇案現場僅有歐陽炳強一人，且只有他當值和持有鎖匙。[15]

- 跑馬地有眾多類似的工場，質疑安美飲品公司的工場不一定是案發現場。警方在該工場使用吸塵機將碎屑吸光後發現有與死者吻合的頭髮和衣物纖維，推斷該工場必定是案發現場。[16]

### 上诉及特赦
歐陽炳強在最高法院被裁定謀殺罪名成立，依例判處繯首死刑，其上诉至上诉法院、高院合議庭，以至在當年屬於香港終審庭的英國樞密院司法委員會，都未能推翻原決。在死刑定讞後，歐陽炳強只能尋求港督或英女皇赦免死罪。由於英國在1965年廢除刑法中謀殺罪的死刑（英國並未廢除軍法的死刑），香港在1966年11月執行最後一次處決後也停止執行死刑，1977年2月9日香港總督麥理浩按慣例赦免歐陽炳強的死刑，改為終身監禁。其後於1981年，歐陽炳強髮妻張金鳳宣布與他離婚，據说已攜女改嫁。

### 辯方律師案後回憶
多年來，曾代表歐陽炳強的辯方律師都相信他是清白。 
大律師胡鴻烈，認為是此案是冤案，指出一生處理4000多宗案件只有此案遺憾終身。他舉出三大理由，證明歐陽炳強無辜。
1. 歐陽炳強新婚，夫妻恩愛；任政府文員，職業穩定；最重要的，是他個子矮小，體力不足以應付藏屍絕跡。
2. 胡鴻烈記得，當年曾探監力勸歐陽，叫他承認誤殺，然後代他求情減刑。「我對他說，誤殺罪最多判監兩年；謀殺罪會判終身監禁。我還向他分析，打官司的結果，通常難以預料。一旦判了終身監禁，會痛苦一生。可是，他堅決否認殺人。」歐陽炳強的態度，令胡大律師相信他無辜。
3. 歐陽炳強一案，是本港第一宗引用科學鉴證來判罪，胡鴻烈對此一直存疑。但是，基於大律師行規，他不便去尋找真相。

曾為歐陽炳強上訴而奔走的資深大律師、現任行政會議成員湯家驊回憶，當年上訴失敗，最後一次見歐陽炳強時，歐陽炳強流淚對他說「我係無辜」，令他感到很難過，最後決定不再處理刑事案。

### 假釋出獄
歐陽炳強在赤柱監獄服刑期間表現良好，曾報讀香港公開大學並努力讀書，出獄前十多年來每年均參加公開考試，獲得不少合格證書，成為獄中的模範囚犯。他更多次申請假釋，但因自稱自己是清白，委員認為他沒有悔意而未獲批准。直到1997年他承認有殺人，並表示有悔意。
總督察貝亞在接受《香港謀殺案》一書作者訪問時披露，原來貝亞早推定歐陽炳強是意外殺死卞玉瑛，當年被告企圖觸摸死者，因其尖叫反抗而令他誤殺了她。然而这可能不确，死者是被勒死的，因此杀人时间不是一两秒而受害人反抗会有几分钟，而且这样做死者反抗更强烈。如是以暴力锁喉引致马上瘫痪而致死，必会有喉伤，但当时报道没这点。
2002年2月，前立法局議員杜葉錫恩將在書中首次披露的真實案情寄信至行政會議，即當年歐陽炳強並非謀殺而是意外殺死卞玉瑛的證據。她力陳他既無動機殺人，28年牢獄生涯已是對他足夠的懲罰，誤殺犯不應終身囚禁。這本書她在當年新年期間獲得。她指廿多年來也有去信港府，要求覆檢他的刑期，但不獲接受。同年6月，她收到港府回覆，指會考慮觀點並會轉介長期囚禁覆檢委員會研究。她指，釋放歐陽炳強可能基於很多因素，如他在獄中的表現，但新案情相信是關鍵。
2002年9月11日，歐陽炳強終於獲得釋放，並改名換姓，重投新生活。其後他信奉基督教，出獄後重新做人，再與一位中國女子結婚，由翁靜晶出任證婚人。有「長期監禁刑罰覆核委員會」委員表示，准許歐陽炳強有條件假釋，是考慮他近幾年的獄中表現積極，行為良好，並非假裝有悔意及刻意造勢，所以該委員會一致通過他有條件假釋。但該委員指出，歐陽炳強未來兩年仍須受監管，若表現良好，他在兩年後才可真正獲得自由。歐陽在出獄初時稱：「我有生之年都唔想再提呢件事。」
2014年網上節目《東頭灣道99號》訪問歐陽炳強，歐陽炳強仍自稱自己是清白。
於另一名著名释囚文锦棠的访问中，曾提及有次狱中对话，当时有另一死囚问他：“强哥，你真係唔抵囉，如果你將纸箱揹多幾間舖就抓唔到啦。”（強哥，真替你感到不值，如果你把紙箱多拿遠幾個鋪位的話就不會抓到你了。）而他的反应是：“咁重，点搬啊。”（這麼重，怎麼搬得動啊。）这反应使各人相信他曾嘗試搬動屍體但不成功，確實是兇手。
2024年6月27日，無綫新聞節目《猜猜我是誰》透露，節目組於2020年接觸到歐陽炳強，他向採訪團隊提供精神報告、社會福利報告、個人法律文件及私人生活資料，並指自己從未殺人。不过虽然他一再自称未殺人，但在接受不同媒体访问中，他都间接承认自己当年有殺人。無綫節目播出於1994年播放的採訪片段，他提及"I don't want to kill her"（“我不想殺她”）。節目組透露他已於2022年因病離世。

## 後續事件
1974年12月20日，案中死者卞玉瑛在香港殯儀館舉殯，遺體其後下葬於柴灣華人永遠墳場。

## 影視作品
此案件曾經被改編為多套电影及电视剧：
電影
1. 1976年邵氏電影《紙盒藏屍》
2. 1993年無綫電視改編電視電影《箱屍奇案》，由廖偉雄、商天娥、陳蕊、黎漢持主演
3. 1993年改編三級電影《紙盒藏屍之公審》，由任達華、葉童、董驃、秦沛、陳啟泰、關詠荷主演
4. 2025年电影《法迷藏》，由張頌文、梁洛施、譚耀文主演

电视剧
1. 麗的電視改編電視劇《大件事：紙盒藏屍》（1977）
2. 香港電台《执法者之纸盒藏屍》（1979），由麥子雲、蕭亮、周秀蘭主演
3. 商業一台廣播劇 《香港奇案實錄 － 紙盒藏屍》(1990), 何文光飾歐陽炳強
4. 1991年黃霑主持的亞洲電視節目《香港奇案》根據個案改編成單元劇《香港奇案之血紙盒》，由江華、麥麗紅主演
5. 2018年改編《阳关道》，由杨淇、岑珈其、陈国邦、詹瑞文主演
6. 2022年無綫電視電視劇《法證先鋒V》，由關曜儁及張國強飾演影射歐陽炳強之武志佳。

（飾演歐陽炳強之演員以粗體顯示）

## 其他
- Hello Kitty藏屍案
- 約瑟夫·奧古斯都·扎雷利（即“箱中男孩”）

### 內文引註
1. ↑  . orientaldaily.on.cc.   [25 December 2018]. （原始内容存档于2016-03-05）.
2. 1 2  《新聞掏寶》及《猜猜我是誰》，無綫電視，2024年6月27日
3. ↑  The Deceased had left her home in Shaukiwan at about 5:30 p.m. en route to an evening school in Causeway Bay, which commenced at 7 p.m. On the way she planned to call at a newspaper office to insert an advertisement for her elder brother. At about 6:30 p.m. she telephoned to a friend and asked her to make a rendez-vous at the tram terminus in Wong Nei Chong Road - a few yards from the place where the carton was eventually found - and indicated that she was then at the train terminus.
4. ↑  . na.cx.   [25 December 2018]. （原始内容存档于2018-12-25）.
5. ↑  . on.cc東網.   [25 December 2018]. （原始内容存档于2018-12-25） （中文）.
6. 1 2  .   [2018-10-14]. （原始内容存档于2018-10-15）.
7. ↑  .   [2018-10-15]. （原始内容存档于2018-10-16）.
8. ↑  危險人物：4:30開始
9. ↑  危險人物：8:30開始
10. ↑  危險人物：11:15開始
11. ↑  危險人物：13:45開始
12. ↑  危險人物：16:35開始
13. ↑  危險人物：17:50開始
14. ↑  危險人物：19:52開始
15. ↑  危險人物：20:11開始
16. ↑  . 文匯報. 2003-12-01  [2014-06-11]. （原始内容存档于2014-02-22）.
17. ↑  湯家驊因歐陽炳強棄刑案
18. ↑  . 文匯報. 2002-09-17  [2014-06-11]. （原始内容存档于2013-05-31）.
19. ↑  . 東方日報. 2002-09-18  [2014-06-11]. （原始内容存档于2016-03-05）.
20. ↑  . 蘋果日報. 2002-09-15  [2014-06-11]. （原始内容存档于2015-06-07）.
21. ↑  .   [2018-10-13]. （原始内容存档于2018-10-14）.
22. ↑  . 東頭灣道99號. 2014-07-18  [2015-05-06]. （原始内容存档于2016-04-03）.
23. ↑  .   [2022-07-24]. （原始内容存档于2019-09-11）.
24. ↑  . 壹週刊 NEXT. 2020-08-13  [2020-12-13]. 原始内容存档于2023-06-05.
25. ↑  佛洛伊德式谬误 Freudian slips
26. ↑  News, 無綫新聞TVB. . 無綫新聞 TVB News.   [2024-06-28] （中文（香港））.
27. ↑  . 明報 Our Lifestyle.   [2024-06-28]. （原始内容存档于2024-07-21） （中文（繁體））.
28. ↑  . 華僑日報第一張第四頁. 1974年12月20日  [2024年5月28日]. （原始内容存档于2024年5月28日）.（繁體中文）
29. ↑  . 工商日報第八頁. 1974年12月20日  [2024年5月28日]. （原始内容存档于2024年5月28日）.（繁體中文）
30. ↑  . 大公報第一張第四版. 1974年12月20日  [2024年5月28日]. （原始内容存档于2024年5月28日）.（繁體中文）
31. ↑  . 工商晚報第一頁. 1974年12月20日  [2024年5月28日]. （原始内容存档于2024年5月28日）.（繁體中文）
32. ↑  . 華僑日報第一張第四頁. 1974年12月21日  [2024年5月28日]. （原始内容存档于2024年5月28日）.（繁體中文）
33. ↑  . 工商日報第七頁. 1974年12月21日  [2024年5月28日]. （原始内容存档于2024年5月28日）.（繁體中文）
34. ↑  . 大公報第二張第五版. 1974年12月21日  [2024年5月28日]. （原始内容存档于2024年5月28日）.（繁體中文）

### 資料來源
- 上訴判決書：歐陽炳強控女皇1976年3月24日
- 《星島日報》圖片資料
- 案件全過程（页面存档备份，存于）
- TVB新聞檔案
- 翁靜晶 張堅庭 《危險人物》（電台節目） （页面存档备份，存于）
- 翁靜晶. 2004年 《危險人物》 ISBN 9882018122
- . 東網光影. 東方日報 (香港). 2016-12-18  [2018-02-01]. （原始内容存档于2018-06-13） （中文（香港））.

其他案件
- 黃大仙陳慧敏案(1980年)、港大女學生陳玉玲案(1980年) （页面存档备份，存于） - 赤裸女屍 沒有被姦
- 余偉發 - 銅鑼灣百德新街巨鑽劫殺案

控方改編劇
- YouTube上的1979年香港電台「執法者」系列單元劇－紙盒藏屍